# Algisto Lorenzato
Algisto Lorenzato, més conegut com a Batatais (20 de maig de 1910 - 16 de juliol de 1960), fou un futbolista brasiler.

## Selecció del Brasil
Va formar part de l'equip brasiler a la Copa del Món de 1938.